# Meyers Jugendbibliothek
Meyers Jugendbibliothek war eine Reihe von Sachbüchern, die das Bibliographische Institut in den Jahren 1994 bis 1997 herausgegeben hat und aus 22 Einzelbänden bestand. Es handelte sich um eine Übersetzung der französischen Reihe Les Racines du Savoir aus dem Gallimard-Verlag. Die Übersetzung und deutsche Bearbeitung erfolgte durch Hans Peter Thiel.

## Ausstattung
Die Bücher hatten ein Hardcover und eine Spiralbindung. Der Umfang betrug 45 Seiten, wobei der Inhaltsteil, in dem üblicherweise auf jeder Doppelseite ein anderer Aspekt des Themas präsentiert wurde, zu einem Großteil schwarz gestaltet war. Dazu gab es noch einen Anhang mit Geschichtstabellen, Biographien und Adressen von zum Thema relevanten Museen.
Herausstechendes Merkmal waren die vielfältigen Illustrationen, meistens Zeichnungen. Einige Zeichnungen waren ausgelassen und konnten durch einen beigelegten Bogen mit Selbstklebebildern ergänzt werden. Zusätzlich waren manche Seiten zum Aufklappen oder es konnten Illustrationen mithilfe von bedruckten Klarsichtfolien verdeckt werden.
Inhaltlich behandelte der Großteil der Bücher naturwissenschaftliche Themen, der kleinere Anteil bestand aus Büchern zu kulturgeschichtlichen Fragen.

## Bände
- 1: Sternenhimmel und Planeten (Le Ciel par-dessus nos têtes) ISBN 3-411-09021-9
- 2: Instrumente der Musik (La Musique des instruments) ISBN 3-411-09041-3
- 3: Wie entstand die Malerei? (Invention de la peinture) ISBN 3-411-09011-1
- 4: Feuer – Freund oder Feind? (Feu ami ou ennemi) ISBN 3-411-09031-6
- 5: Über Bäume und Wälder (Des Forêts et des arbres) ISBN 3-411-09051-0
- 6: Vom Urknall zur Elektrizität (Du Big-Bang à l' électricité) ISBN 3-411-09071-5
- 7: Die Arbeit des Bildhauers (Le Travail des sculpteurs) ISBN 3-411-09081-2
- 8: Die Theater der Welt (Les Théâtres du monde) ISBN 3-411-09061-8
- 9: Der Traum vom Fliegen (Voler comme un oiseau) ISBN 3-411-09091-X
- 10: Die Kunst des Bauens (L' Art de construire) ISBN 3-411-09101-0
- 11: Wind und Wolken – Wer macht das Wetter? (Vents et nuages, le temp qu'il fait) ISBN 3-411-09111-8
- 12: Wie die Bilder laufen lernten (Il était une fois le cinéma) ISBN 3-411-09121-5
- 13: Die Abenteuer der Seefahrt (Aventures sur les mers) ISBN 3-411-09141-X
- 14: Der Weg des Wassers (L' Eau de la source à l' océan) ISBN 3-411-09131-2
- 15: Unser Planet Erde (Visages de la terre) ISBN 3-411-09161-4
- 16: Die Geschichte des Buches (La Grande histoire du livre) ISBN 3-411-09171-1
- 17: Auf Straßen und Schienen (Sur les routes du monde) ISBN 3-411-09181-9
- 18: Die Welt der Säugetiere (Sur la trace des mamifères) ISBN 3-411-09191-6
- 19: Maschinen und Roboter (Des Machines et des robots) ISBN 3-411-09201-7
- 20: Im Reich der Insekten (Mille milliards d'insects) ISBN 3-411-09211-4
- 21: Das Wunder unseres Körpers (La Magie du Corps humain) ISBN 3-411-09221-1
- 22: Vom Leben der Pflanzen (La Planète des plantes) ISBN 3-411-09231-9

### Zusätzliche Bände der französischen Ausgabe
- 14: Ce que voient les peintres? ISBN 2-07-058384-8
- 15: Une histoire des images ISBN 2-07-058410-0
- 25: Sur les pas des pharaons ISBN 2-07-052910-X
- 26: Mi-Oiseaux, mi dragons: Les dinosaures ISBN 2-07-054678-X
- 27: Vivre dans un Château Fort ISBN 2-07-053571-1
- 28: Écologie: La planète vivante ISBN 2-07-055300-0
- 29: Le cheval, histoire d'une conquête ISBN 2-07-055234-9
- 30: Être humain, nos origines... ISBN 2-07-055234-9